# Хасан Феріт Алнар
Хасан Феріт Алнар (тур. Hasan Ferit Alnar; 13 березня 1906, Константинополь, Османська імперія, нині Стамбул, Туреччина — 26 липня 1978, Анкара, Туреччина) — турецький композитор, диригент і виконавець на каноні.

## Біографія
Він народився в 1906 році в районі Сарачане в Стамбулі. Закінчив Стамбульську вищу школу. У шістнадцять років він написав оперу на одну дію «Kelebek Zabit». Навчався композиції у Йозефа Маркса. Разом з композиторами Ахмедом Аднаном Сайгуном, Неджілем Кязимовим Аксесом, Джемалем Решитом Реєм і Ульві Джемалем Еркіном, входив до «Турецької п'ятірки» провідних турецьких композиторів. З 1932 року — диригент оркестру Стамбульського міського театру, з 1936 року — Анкарського філармонічного оркестру. У 1938—1953 роках — Симфонічного оркестру Анкарського радіо. З 1955 року — диригент Анкарської державної опери. Писав музику до фільмів.

## Твори
- Музичні комедії
- Твори для канону
- Камерно-інструментальні ансамблі
- Фортеп'янні п'єси